# Rob van Dijk
Robert "Rob" van Dijk (Voorhout, 15 de janeiro de 1969) é um ex-futebolista dos Países Baixos que atuava como goleiro. É atualmente treinador de goleiros da base do Feyenoord.

## Carreira
Na juventude, Van Dijk não queria jogar futebol profissionalmente, uma vez que seu sonho era trabalhar como professor de educação física. Atuou em 2 clubes amadores (Foreholte e vv Noordwijk), e também jogou futsal - foi neste esporte que iniciou a carreira como goleiro, ficando um período de experiência no Ajax, que precisava de um terceiro jogador para a posição. No entanto, foi preterido em favor de Edwin van der Sar, seu ex-companheiro de equipe no Noordwijk, iniciando sua carreira no futebol aos 23 anos, em dezembro de 1992, quando Ed de Goeij foi expulso na partida entre Feyenoord e Vitesse após cometer pênalti. Substituindo o atacante Dean Gorré, Van Dijk não evitou o gol de Phillip Cocu. Até 1996, foram apenas 4 partidas disputadas.
O clube que o goleiro teve mais destaque foi o RKC Waalwijk, onde teve 2 passagens - entre 1996 e 2003, jogou 214 partidas, e entre 2005 e 2007, entrou em campo 53 vezes (267 partidas no total). Atuou ainda por PSV Eindhoven, De Graafschap e Heerenveen, voltando ao Feyenoord em 2008, aos 39 anos. Com a aposentadoria do também veterano Henk Timmer, Van Dijk atuou 47 vezes na segunda passagem pelo Stadionclub; o ponto mais baixo foi a goleada por 10 a 0 para o Ajax, naquela que foi a maior derrota já sofrida pela equipe em sua história. O goleiro, que chegou a se aposentar no ano seguinte, voltaria a jogar em 2011, ao assinar com o Utrecht, para suprir as ausências de Michel Vorm (vendido para o Swansea City) e Gatito Fernández (lesionado), disputando 18 partidas antes de encerrar a carreira de jogador em 2012, aos 43 anos.
Em 2012, foi contratado pelo Excelsior para trabalhar como treinador de goleiros, permanecendo na equipe até 2016, quando voltaria ao Feyenoord para exercer a mesma função, desta vez nas categorias de base.

## Títulos
Feyenoord
- Eredivisie: 1 (1992–93)
- Copa dos Países Baixos: 2 (1993–94 e 1994–95)